# ブルワリーミュージアム

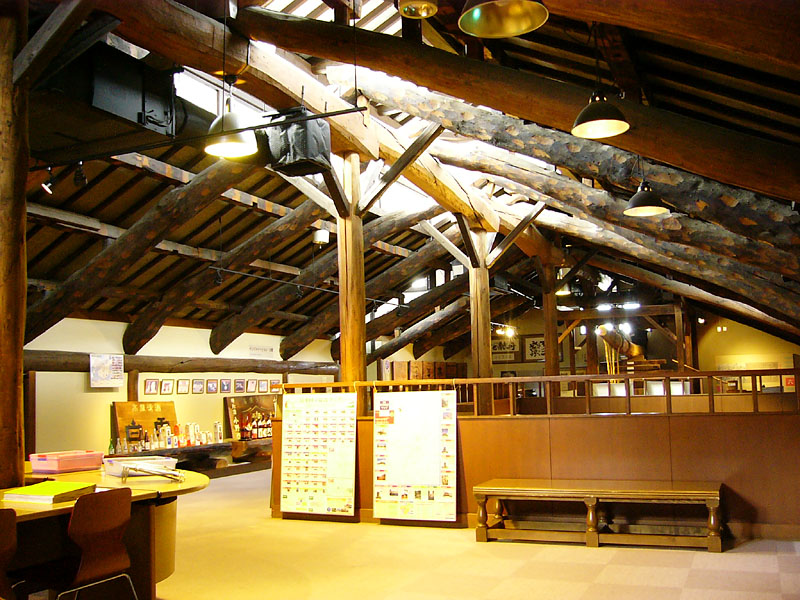
ライブラリー

ブルワリーミュージアム（Brewery Museum）は、小西酒造が運営する兵庫県伊丹市にある「白雪ブルワリービレッジ長寿蔵」内の日本酒とビールの博物館。1995年に開館した。施設は江戸時代建築の酒蔵を再生利用している。
「日本の酒」ゾーンでは杜氏や蔵人が使用した古来の酒作りの道具200余点を展示するとともに、日本酒の歴史、清酒発祥の地である伊丹の酒造りの歴史等の紹介、「白雪の時空舞台-マジカル・シーン・ビジョン」ゾーンでは400年以上の歴史を有する「白雪」の伝統的な酒造りの手法を立体映像として鑑賞することができる。
「ミュージアムライブラリー」ゾーンでは、日本酒や地ビール、ベルギービールのライブラリを閲覧することができる。

## 展示ゾーン一覧
- 「日本の酒」ゾーン
- 「伊丹の酒造り」ゾーン
- 「白雪と頼山陽」ゾーン
- 「白雪の時空舞台-マジカル・シーン・ビジョン」ゾーン
- 「インフォメーション・白雪」ゾーン
- 「ミュージアムライブラリー」ゾーン
- 「酒とビールのブルワリー」ゾーン

## 関連施設
- 白雪ブルワリービレッジ長寿蔵
  - ブルワリーミュージアム
  - ブルワリーレストラン
  - ブルワリーショップ
  - ギャラリー

## 利用情報
- 入館無料
- 休館日― 毎月第2火曜、年末年始（12月31日～1月1日）

## 周辺情報
- みやのまえ文化の郷
  - 伊丹市立伊丹郷町館
    - 旧岡田家住宅
    - 旧石橋家住宅
    - 新町屋

  - 柿衞文庫
  - 伊丹市立美術館
  - 伊丹市立工芸センター
- 伊丹市立文化会館（いたみホール）
- 伊丹アイフォニックホール
- アイホール
- 伊丹市立図書館 ことば蔵
- 有岡城跡

## 交通アクセス
- 伊丹駅 (JR西日本)徒歩5分
- 伊丹駅 (阪急)徒歩5分

## ギャラリー

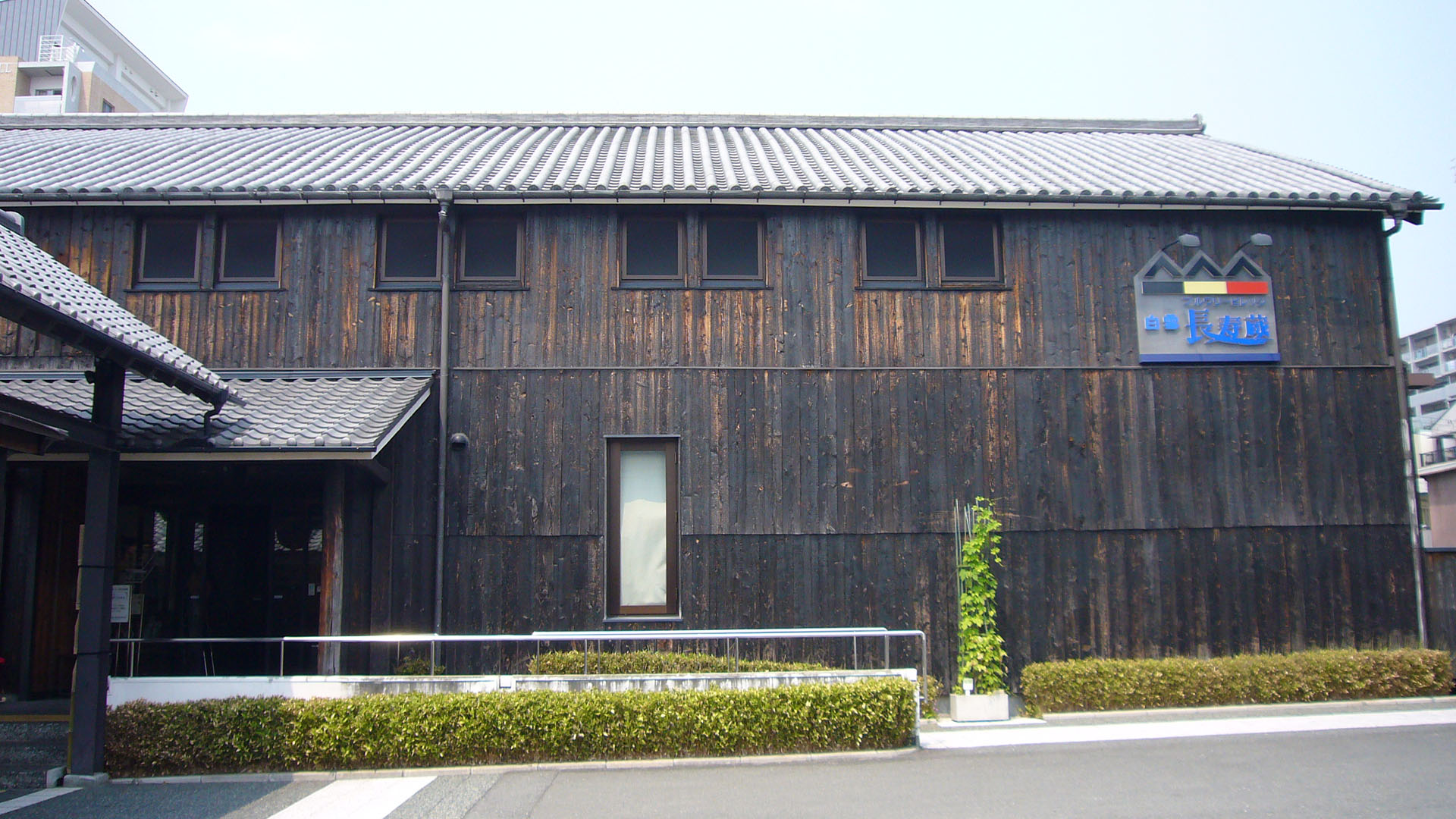
外観
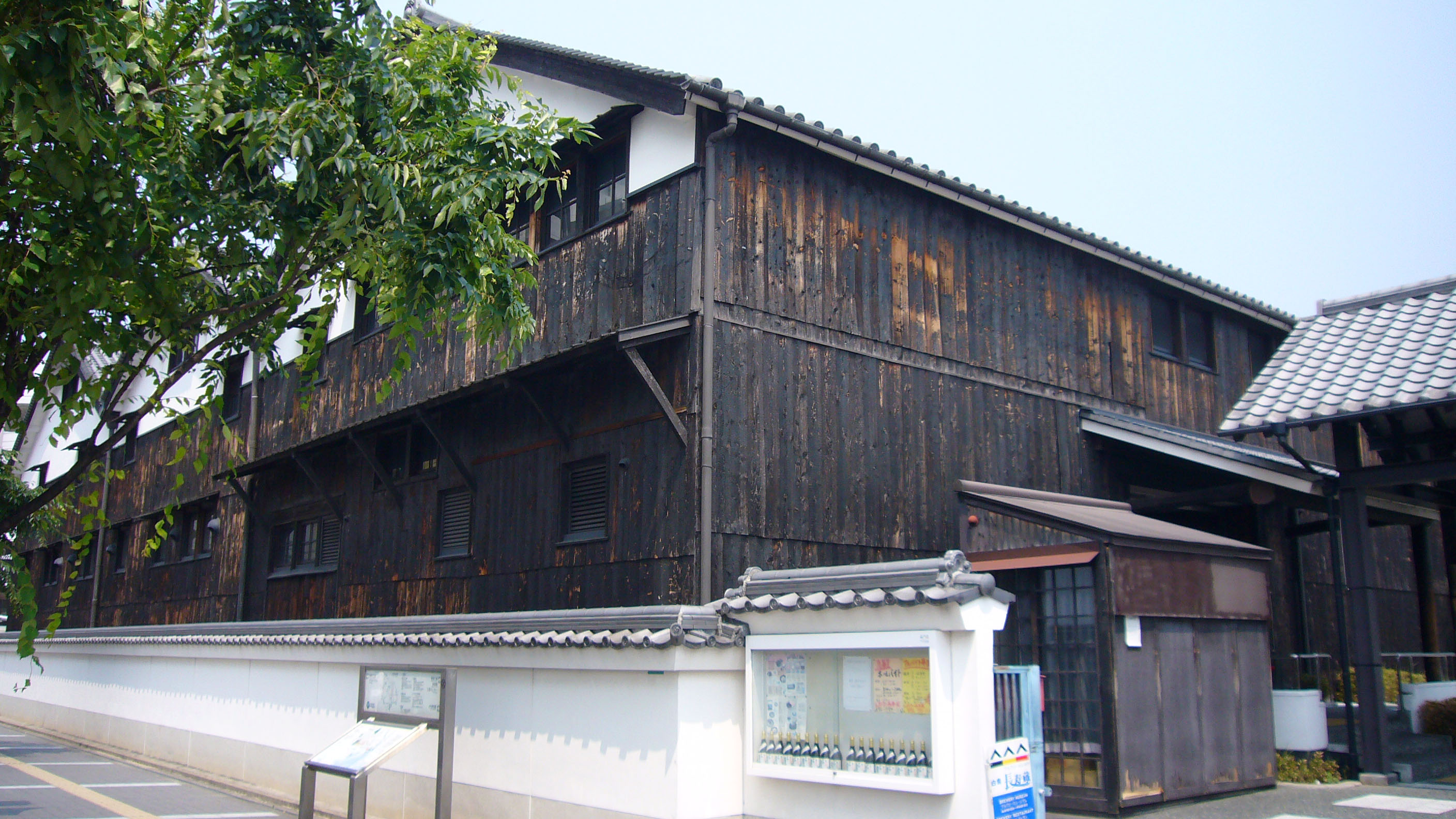
外観
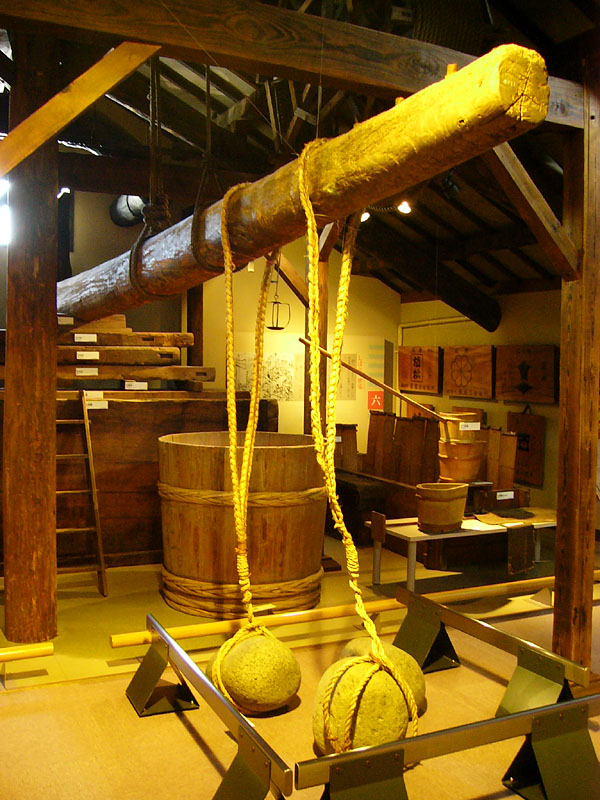
「日本の酒」ゾーン